# ケニアの鉄道

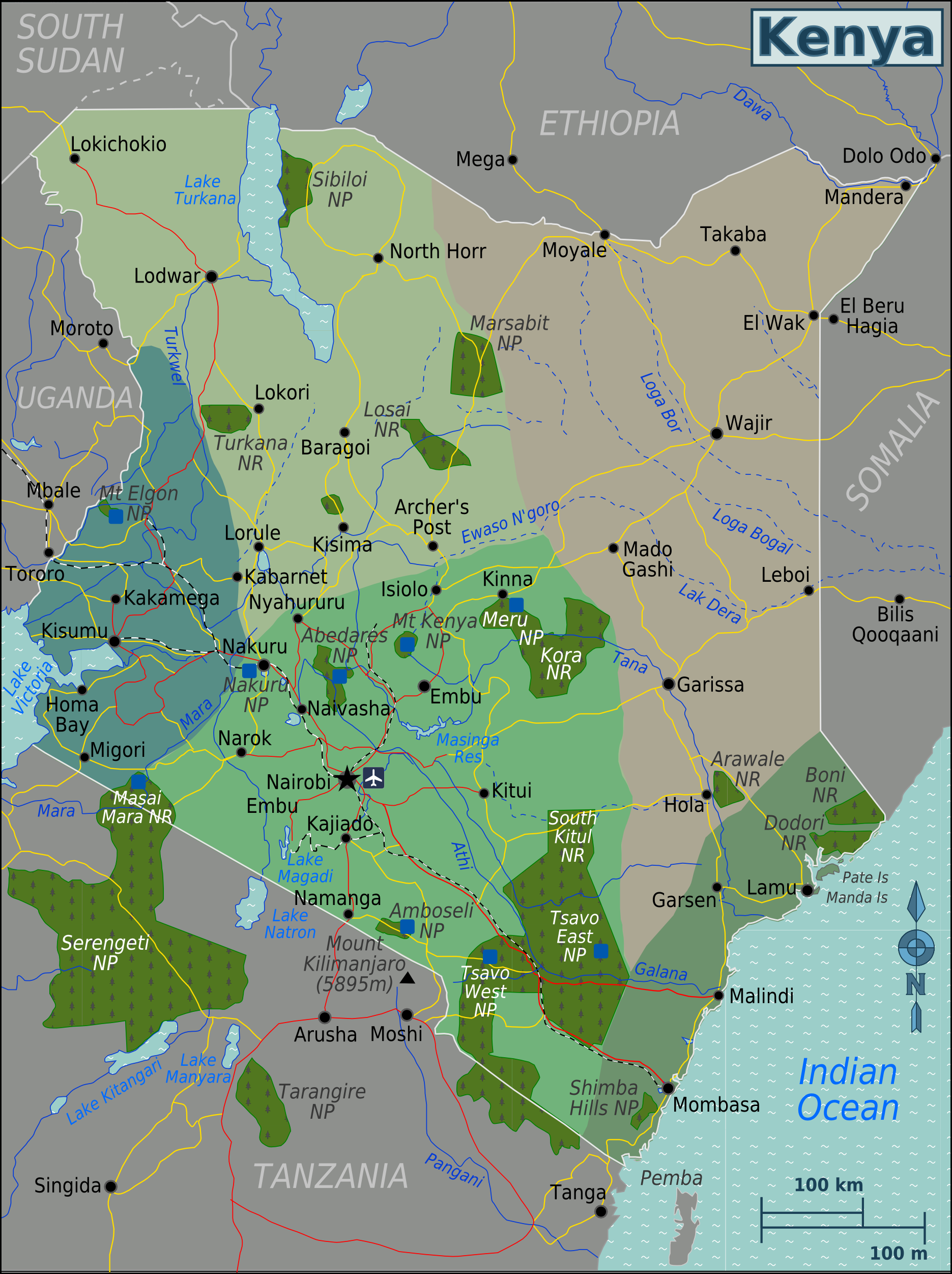
路線図

ケニアの鉄道では、ケニアにおける鉄道について記す。

## 鉄道史
- 1899年：　ウガンダ鉄道の建設作業員が、現在のナイロビに建設拠点を構築。都市が形成されるきっかけとなった。
- 2013年：　モンバサ-ナイロビ間の老朽化した路線を新たに建設しなおす工事が開始。総工費138億ドルのうち中国の支援は52億ドル。中国国営企業であるの中国路橋公司が建設を担当し、2017年に完成予定[1]。
- 2017年：　モンバサ-ナイロビ間の鉄道（モンバサ・ナイロビ標準軌鉄道）の近代化工事が完了。建設費用は、38億ドル規模で9割は中国が出資。両都市間の所要時間1日以上から4時間半に短縮される見込みであり、貨物輸送の拡大が見込まれている[2]。

## 事業者
- ケニア鉄道会社（英語版） KRC (Kenya Railways Corporation)
- カムレール (REGIFERCAM)

## 路線

### 狭軌
メーターゲージ
- モンバサ ～ ナイロビ

### 標準軌
- モンバサ・ナイロビ標準軌鉄道
- ナイロビ・マラバ標準軌鉄道（英語版） （建設中） ナイロビ ～ ナイバシャ（英語版） ～ キスム ～ マラバ (ケニヤ)（英語版）

## 隣接国との鉄道接続状況
- エチオピア - 接続なし - 同じ狭軌を採用1,000 mm
- 南スーダン - 接続なし（構想あり） - 1,000 mm（ケニア）/1,067 mm（南スーダン）
- ウガンダ - （エルドレット - トロロ） - 同じ狭軌を採用1,000 mm
- タンザニア - 接続なし - 同じ狭軌を採用1,000 mm
- ソマリア - 接続なし